# Barrage de Charmines
 (mai 2017).
Si vous disposez d'ouvrages ou d'articles de référence ou si vous connaissez des sites web de qualité traitant du thème abordé ici, merci de compléter l'article en donnant les références utiles à sa vérifiabilité et en les liant à la section « Notes et références ».
Le barrage de Charmines est un barrage français construit en 1950 sur l'Oignin, affluent de l'Ain. Il est installé sur les communes de Matafelon-Granges et Samognat. L'usine hydroélectrique associée est la centrale de Moux, située sur la rive gauche de l'Ain.

## Caractéristiques
La hauteur du barrage est de 22 mètres et la hauteur maximale de chute est de 78 mètres. La centrale hydroélectrique possède un débit turbinable total de 34 m3/s. Elle est composée de deux turbines à axe vertical de type Francis de 13 mégawatts chacune. Elle est située sur la rive gauche de l'Ain. La conduite d'amenée de la centrale est une conduite forcée souterraine d'une longueur de 1 550 mètres et d'un diamètre de 3 500 millimètres. La prise d'eau se situe à proximité du barrage.
Une importante tranche de travaux et d'améliorations s'est terminée en 2015.

## Lac de retenue

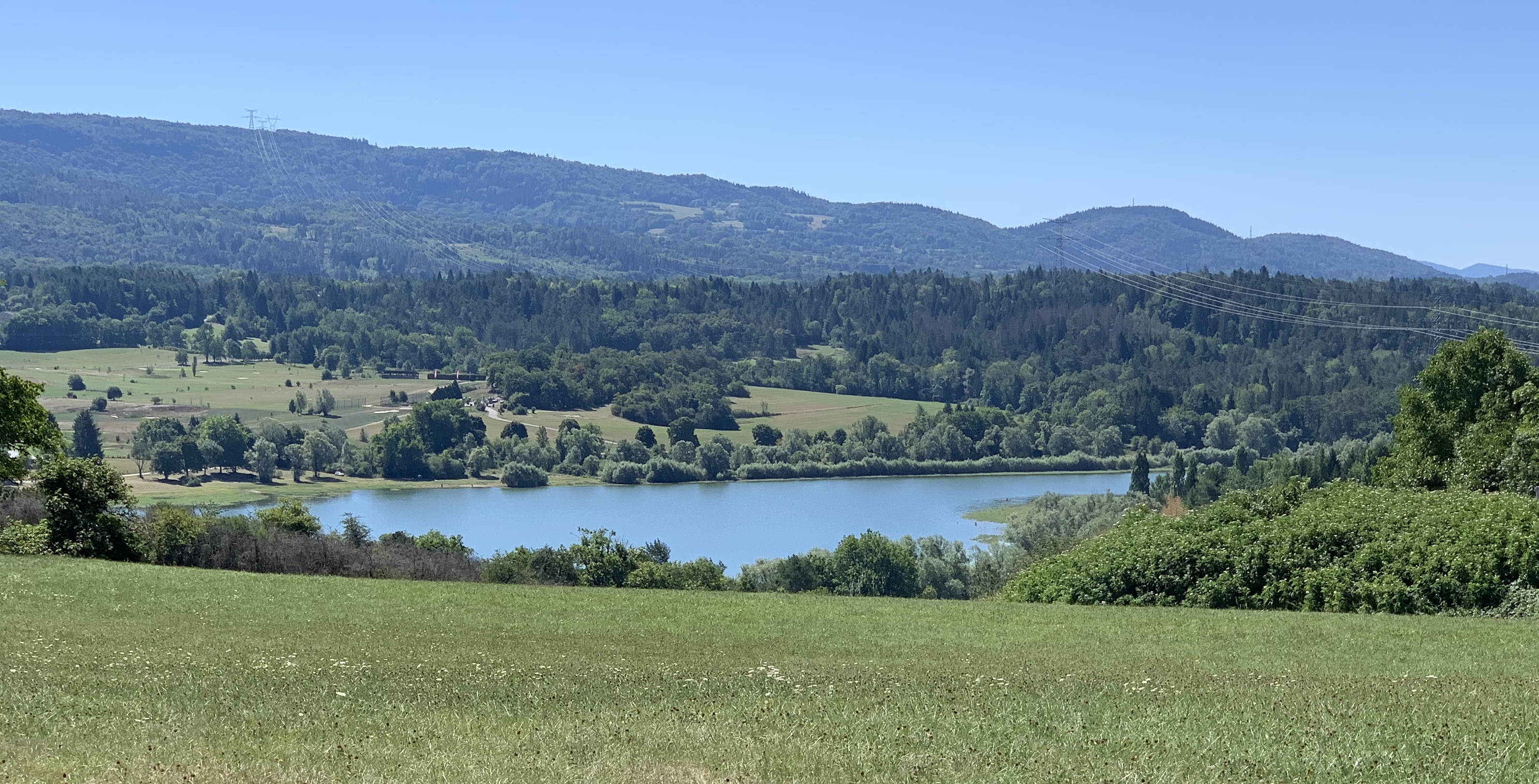
Le lac de retenue.

La surface du lac est de 77 hectares et se répartit sur sa longueur entre les communes de Samognat et Matafelon-Granges.